# Ferrari F1-2000
Ferrari F1-2000 je Ferrarijev dirkalnik Formule 1, ki je bil v uporabi v sezoni 2000, ko sta z njim dirkala Michael Schumacher in  novinec pri Ferrariju, Rubens Barrichello. Dizajniral ga je Rory Byrne, dirkalnik pa močno temelji na dirkalnikih iz zadnjih dveh sezon. Vidno izboljšana je le aerodinamika, s čimer je postal dirkalnik konkurenčen tudi McLarnoma.
Z dirkalnikom F1-2000 je Michael Schumacher z zmago na predzadnji dirki sezone za Veliko nagrado Japonske osvojil svoj prvi naslov za Ferrari, skupno svojega tretjega in prvega za Ferrari po enaindvajsetih letih. Ferrari je s kar desetimi zmagami, od katerih jih je devet prispeval Schumacher, tudi ubranil konstruktorski naslov iz lanske sezone.
Skupno je dirkalnik F1-2000 sodeloval na sedemnajstih dirkah, od teh je zabeležil deset zmag, deset najboljših štartnih položajev, štiri najhitrejše kroge in 170 prvenstvenih točk. Za sezono 2001 ga je nadomestil model F2001.

## Popolni rezultati Formule 1
(legenda) (Odebeljene dirke pomenijo najboljši štartni položaj)
| Leto | Moštvo  | Motor           | Gume | Dirkača            | 1   | 2   | 3   | 4   | 5   | 6  | 7   | 8   | 9   | 10  | 11  | 12  | 13  | 14  | 15  | 16  | 17  | Toč | Prv. |
| ---- | ------- | --------------- | ---- | ------------------ | --- | --- | --- | --- | --- | -- | --- | --- | --- | --- | --- | --- | --- | --- | --- | --- | --- | --- | ---- |
| 2000 | Ferrari | Ferrari 049 V10 | B    |                    | AVS | BRA | SMR | VB  | ŠPA | EU | MON | KAN | FRA | AVT | NEM | MAD | BEL | ITA | ZDA | JAP | MAL | 170 | 1.   |
| 2000 | Ferrari | Ferrari 049 V10 | B    | Michael Schumacher | 1   | 1   | 1   | 3   | 5   | 1  | Ret | 1   | Ret | Ret | Ret | 2   | 2   | 1   | 1   | 1   | 1   | 170 | 1.   |
| 2000 | Ferrari | Ferrari 049 V10 | B    | Rubens Barrichello | 2   | Ret | 4   | Ret | 3   | 4  | 2   | 2   | 3   | 3   | 1   | 4   | Ret | Ret | 2   | 4   | 3   | 170 | 1.   |